# Javorná (Bochov)
Javorná (též Javoří, Javornice; německy Gabhorn) je vesnice, část města Bochov v okrese Karlovy Vary v Karlovarském kraji. Nachází se šest kilometrů jihozápadně od Bochova. Javorná leží v katastrálním území Javorná u Toužimi o rozloze 6,51 km².
Prochází zde silnice II. třídy 208. Většinu okolní krajiny tvoří rozsáhlé pastviny. Východně od vsi pramení potok Javorná.

## Historie
První písemná zmínka o vesnici pochází z roku 1366.

## Obyvatelstvo
Při sčítání lidu v roce 1921 ve vsi žilo 461 obyvatel (z toho 220 mužů), z nichž byl jeden Čechoslovák, 455 Němců a pět cizinců. Kromě tří evangelíků se hlásili k římskokatolické církvi. Podle sčítání lidu z roku 1930 měla vesnice 446 obyvatel: pět Čechoslováků, 439 Němců a dva cizince. Až na jednoho evangelíka byli římskými katolíky.
|                                                                                                | 1869 | 1880 | 1890 | 1900 | 1910 | 1921 | 1930 | 1950 | 1961 | 1970 | 1980 | 1991 | 2001 | 2011 | 2021 |
| ---------------------------------------------------------------------------------------------- | ---- | ---- | ---- | ---- | ---- | ---- | ---- | ---- | ---- | ---- | ---- | ---- | ---- | ---- | ---- |
| Obyvatelé                                                                                      | 402  | 499  | 507  | 504  | 470  | 461  | 446  | 141  | 128  | 94   | 78   | 61   | 70   | 82   | 71   |
| Domy                                                                                           | 63   | 79   | 75   | 76   | 76   | 76   | 80   | 47   | 109  | 24   | 22   | 20   | 26   | 27   | 32   |
| Počet domů z roku 1961 zahrnuje domy místních částí Německý Chloumek, Nové Kounice a Rybničná. |      |      |      |      |      |      |      |      |      |      |      |      |      |      |      |

## Obecní správa
Při sčítání lidu v letech 1869–1975 Javorná byla samostatnou obcí, se kterým patřila nejprve do okresu Karlovy 
Vary, ale v letech 1921–1930 v okrese Žlutice, v roce 1950 v okrese Toužim a v letech 1961–1975 opět v okrese Karlovy Vary. Od 1. ledna 1976 je částí města Bochov v okrese Karlovy Vary. V letech 1869–1880 a v letech 1950–1975 k obci patřily Nové Kounice a Rybničná a v letech 1961–1975 také Číhaná a Německý Chloumek.

## Pamětihodnosti
V obci se nacházel kostel, který vyhořel v roce 1888. Po něm zůstala pouze samostatně stojící dřevěná zvonice stojící v horní části návsi, která byla zbořena ve druhé polovině 20. století. Severně od obce směrem na Bochov stávala také obdélná kaple z roku 1775 se sedlovou střechou krytou šindelem. Roku 1976 byla rovněž zbořena, údajně kvůli rozšiřování silnice.[zdroj?]
Západně od vesnice se nachází nejcennější památka: zámek Javorná s kostelem svatého Jana Nepomuckého z let 1729–1730.
Asi dva kilometry severozápadně od vesnice se v jejím katastru nalézá přírodní památka Viklan.